# Vattenpolo vid panamerikanska spelen 2019
Vattenpolo vid panamerikanska spelen 2019 avgjordes i Lima, Peru under perioden 4–10 augusti 2019.

## Medaljörer
| Gren                            | Guld | Silver | Brons |
| Herrarnas turnering Detaljer... | USA Alex Wolf Johnny Hooper Marko Vavic Alex Obert Ben Hallock Luca Cupido Hannes Daube Max Irving Alex Bowen Chancellor Ramirez Jesse Smith                                                        | CAN Milan Radenovic Gaelan Patterson Jérémie Blanchard Nicolas Constantin-Bicari Matthew Halajian Georgios Torakis Jérémie Côté Mark Spooner Aleksa Gardijan Aria Soleimanipak Reuel D'Souza | BRA Slobodan Soro Logan Cabral Pedro Real Gustavo Coutinho Roberto Freitas Guilherme Almeida Rafael Real Luis Silva Bernardo Rocha Rudá Franco Gustavo Guimarães                  |
| Damernas turnering Detaljer...  | USA Ashleigh Johnson Maddie Musselman Melissa Seidemann Paige Hauschild Stephania Haralabidis Maggie Steffens Jamie Neushul Kiley Neushul Aria Fischer Alys Williams Makenzie Fischer Rachel Fattal | CAN Jessica Gaudreault Krystina Alogbo Axelle Crevier Emma Wright Monika Eggens Kelly McKee Joëlle Békhazi Shae Fournier Hayley McKelvey Kyra Christmas Kindred Paul                         | BRA Victória Chamorro Diana Abla Ana Alice Amaral Gabriela Dias Mariana Duarte Ana Beatriz Dias Samantha Ferreira Ana Julia Amaral Leticia Belorio Viviane Bahia Mirella Coutinho |

### Fotnoter
1. ↑  ”Polo acuático” (på spanska). Libro de resultados. Lima 2019 Juegos Panamericanos. https://www.panamsports.org/downloads/pdf/lima-2019/WP_Results_Book_1.0.pdf. Läst 26 augusti 2024.